# Rainha Brasileira do Café 1961
Rainha Brasileira do Café 1961 foi a 2ª edição do concurso que visava escolher a melhor representante brasileira para o certame de Rainha Internacional do Café, naquela época denominado "Rainha Continental do Café", realizado bienalmente dentro da Feira de Manizales, na Colômbia. O concurso foi promovido pelo Instituto Brasileiro do Café durante a "I Festa e Exposição Nacional do Café" de Ribeirão Preto, com a presença de sete (7) candidatas seis Estados do País. A final ocorreu no dia 27 de Novembro daquele ano no Ginásio da Sociedade Recreativa de Ribeirão Preto e teve como vencedora a mineira de Pouso Alegre, Mercedes Elizabeth del Carmen Carrascosa Von Glehn. 

## Resultados

### Colocações
| Posição   | Estado e Candidata                  |
| Vencedora | - Minas Gerais - Mercedes von Glehn |

### Prêmio especial
| Prêmio        | Estado e Candidata       |
| Miss Imprensa | - Goiás - Yara Moreira 1 |

1. A Miss Goiás foi escolhida pelos jornalistas que cobriam o evento.[1]

## Jurados

### Final
Ajudaram a escolher a vencedora:
1. Roger Janus, economista;
2. Marques Ferreira, delegado regional da Secretaria da Agricultura;
3. Ilmo Buss, responsável pela Divisão de Relações Públicas do IBC;
4. Marita Leite Ribeiro, representante da "Sociedade Guanabarina";
5. Alik Kostakis, colunista do "Última Hora";

## Candidatas
Disputaram o título 7 candidatas:
- Espírito Santo - Heloísa Helena Ferrari Ferreira

- Goiás - Yara Aparecida Moreira

- Minas Gerais - Mercedes von Glehn

- Paraná - Vera Maria Aparecida Amaral [4]

- Ribeirão Preto -  Leila Carvalho Rocha

- Rio de Janeiro - Rosemarie Eichler

- São Paulo - Lucianita Taborda Furtado

## Histórico

### Algumas informações sobre as candidatas
- Mercedes von Glehn (Minas Gerais) nasceu em Pouso Alegre e com 1 ano mudou-se para Lavras. Fala fluentemente alemão.

- Vera Amaral (Paraná) é filha de cafeicultor. É de Curitiba, estuda inglês e francês. Toca violão e gosta de decoração de móveis.[5]

- Leila Carvalho (Ribeirão Preto) é neta e bisneta de cafeicultores. Estuda Direito e já fez estágio na Cooperativa Central de Cafeicultores.[6]

- Rosemarie Eichler (Rio de Janeiro) tinha 18 anos. Loira de Niterói, Rose falava inglês, alemão e espanhol.[7]